# San Nazzaro (Suíça)
San Nazzaro foi uma comuna da Suíça, no Cantão Tessino, com cerca de 675 habitantes. Estendia-se por uma área de 5,53 km², de densidade populacional de 122 hab/km². Confinava com as seguintes comunas: Ascona, Brissago, Caviano, Gerra, Indemini, Locarno, Muralto, Piazzogna, Pino sulla Sponda del Lago Maggiore (IT-VA), Ronco sopra Ascona, Sant'Abbondio.
A língua oficial nesta comuna era o Italiano.

## História
Em 25 de abril de 2010, passou a formar parte da nova comuna de Gambarogno.